# Spraakverbinding
Een spraakverbinding verbindt twee of meerdere entiteiten middels een al dan niet elektronisch medium. De spraakverbinding kan zowel realtime als niet-realtime zijn. Een spraakverbinding kent grofweg 2 typen. Pakketgeschakeld en circuitgeschakeld.  Het gebruik van het Internet Protocol (IP) en een op IP gebaseerd ‘packet’ netwerk om spraak telefoniediensten af te leveren noemt men Voice over IP oftewel Voip. De onderliggende techniek verschilt wezenlijk van de techniek die de klassieke telecombedrijven (o.a. KPN) nog toepassen, dat maakt gebruik van een circuitgeschakeld  netwerk oftewel Public Switched Telephone Network oftewel PSTN. In het laatste geval wordt voorafgaande aan een gesprek een verbinding opgezet tussen de beller en de gebelde, deze verbinding blijft gedurende het gesprek voor beide partijen beschikbaar, ook als het ‘stil’ blijft. Deze verbinding heeft derhalve een constante, gegarandeerde bandbreedte.
Datanetwerken zoals het door voip gebruikte, op TCP/IP gebaseerde, internet zijn pakketgeschakeld  in plaats van circuitgeschakeld. Computers wisselen alleen dan data uit indien dat nodig is in plaats van een verbinding constant open te houden. Op zo’n pakketgeschakeld netwerk worden de data opgeknipt in losse pakketjes, die naar de afzender worden gestuurd.
In deze pakketjes wordt alle informatie die nodig is om correct bij de afzender te komen bijgevoegd. Deze pakketten kunnen op twee manieren naar de afzender gestuurd worden.
Als het van belang is dat elk pakketje in de juiste volgorde bij de afzender komt, dan kan dit met TCP. Indien error-correctie en het in de juiste volgorde arriveren van pakketjes niet van belang is, dan volstaat het eenvoudigere UDP. Indien er geen data zijn, met andere woorden het gesprek valt stil, dan hoeven er in een pakketgeschakeld netwerk geen data te worden verstuurd, terwijl in een circuit geschakeld netwerk de verbinding wel openblijft en dus de bandbreedte in gebruik blijft.